# Pedro González de Mendoza

Pedro González de Mendoza (1483)

Kardinalswappen

Pedro González de Mendoza (* 3. Mai 1428 in Guadalajara, Kastilien, Spanien; † 11. Januar 1495 ebenda) war ein spanischer Kardinal und Staatsmann mit dem Ehrentitel El gran cardenal de España. Auch die inoffizielle Bezeichnung El Tercer Rey („der dritte König“) ist überliefert.

## Leben

### Frühzeit
Pedro de Mendoza war der fünfte Sohn des Staatsmannes und Dichters Iñigo López de Mendoza; er war für die geistliche Laufbahn vorgesehen und studierte in den Jahren von 1446 bis 1452 an der Universität Salamanca, wo er zum Doktor der Rechte promovierte. Bereits im Alter von 12 Jahren wurde er zum Archidiakon von Guadalajara ernannt. Nach dem Ende des Studiums wurde er zum Kaplan des kastilischen Königs Johann II. berufen. In dieser Zeit wurde er Vater dreier unehelicher Kinder.

### Bischofszeit
Am 28. Oktober 1453 wurde Pedro zum Bischof von Calahorra ernannt. Die Bischofsweihe spendete ihm am Sonntag, den 20. Juli 1454, in Valladolid oder in Segovia Alfonso Carrillo, der Erzbischof von Toledo; Mitkonsekratoren waren Alonso de Fonseca I., Erzbischof von Sevilla, Rodrigo de Luna, Erzbischof von Santiago de Compostela, Pedro Castilla, Bischof von Palencia, und Lope de Barrientos OP, Bischof von Segovia. Jedoch verbrachte Pedro de Mendoza die meiste Zeit am Hof des Königs Heinrich IV., wo er zum Kanzler des Königreichs Kastilien und León ernannt wurde. Nach dem Tode seines Vaters (1458) wurde er neues Familienoberhaupt und übernahm den Titel des Marques de Santillana, weshalb über seinem Wappenschild die Krone eines Markgrafen angebracht ist. Am 30. Oktober 1467 wurde er zum Bischof von Sigüenza befördert – ein Amt, das er bis zum Tode innehatte. Im Jahr 1472 begleitete er Kardinal Rodrigo de Borja, den späteren Papst Alexander VI., auf dessen Legationsreise in Kastilien; ein Jahr später verhandelte er mit Prinzessin Isabella über deren Nachfolge als Königin von Kastilien nach dem Tode ihres Halbbruders Heinrich IV.

### Kardinalszeit
Papst Sixtus IV. kreierte Pedro de Mendoza am 7. Mai 1473 zum Kardinalpriester mit der Titelkirche Santa Maria in Domnica. Am 9. Mai 1474 wurde er zum Erzbischof von Sevilla erhoben. Nach dem Tode Heinrichs IV. am 12. Dezember desselben Jahres war er dessen Testamentsvollstrecker und unterstützte seitdem das neue Königspaar Isabella I. von Kastilien und Ferdinand II. von Aragón, die bereits verheiratet waren und mit des Gatten Thronbesteigung in Aragón (1479) das Königreich Spanien begründeten. Im Jahr 1474 wurde Isabella offiziell das Recht zuerkannt, ihrem Halbbruder auf dem Thron zu folgen, doch erst die Schlacht von Toro am 17. März 1476 brachte die Entscheidung, als Isabellas Heer die Anhänger der wohl illegitimen Tochter Heinrichs, der sogenannten Juana la Beltraneja, schlug. Pedro behielt sein Amt als nunmehriger Großkanzler und blieb bis zu seinem Tod Hauptberater des Königspaars. Am 6. Juli 1478 wechselte er zur Titelkirche Santa Croce in Gerusalemme, die er mit einem Kreuzpartikel ausstattete. Am 13. November 1482 wurde er zum Erzbischof von Toledo und Primas Spaniens erhoben und bekleidete somit die höchste Stellung in der spanischen Kirchenhierarchie, die er später seinem Schützling Francisco Jiménez de Cisneros vererbte. Am selben Tage erhielt er das Amt des Lateinischen Titular-Patriarchen von Alexandrien. Außerdem war er Kommendatarabt mehrerer wichtiger Abteien in Spanien und Frankreich. Am 2. Januar 1492 nahm er vor Granada zusammen mit Isabella und Ferdinand die Kapitulation des Königs Mohammed XII. aus der Nasriden-Dynastie entgegen, womit das letzte islamische Kleinreich auf hispanischem Boden sein Ende fand. Wenig später gründete er in der Stadt die erste christliche Kirche nach jahrhundertelanger arabischer Herrschaft und errichtete als Legat a latere von Papst Alexander VI. am 23. Januar 1493 das neue Metropolitanerzbistum Granada. Mit seiner Zustimmung wurden im September 1480 die Spanische Inquisition eingerichtet und am 31. März 1492 die sephardischen Juden zur Zwangstaufe verpflichtet oder aus Spanien vertrieben. Den Ehrentitel El gran cardenal de España erkannte ihm bereits König Heinrich IV. zu.

## Kulturelle Bedeutung
Über seine politischen Interessen hinaus förderte Pedro de Mendoza die Entwicklung einer humanistischen Kultur in Spanien, übersetzte klassische Autoren ins Spanische und war ein Gönner von Petrus Martyr von Anghiera. Außerdem erhielt durch seine Fürsprache der genuesische Seefahrer Christoph Kolumbus die Möglichkeit, im Jahre 1492 seine Expedition zur Entdeckung des westlichen Seewegs nach Indien durchzuführen.

## Tod
Am 11. Januar 1495 starb Kardinal Mendoza in seiner Geburtsstadt Guadalajara. Er wurde in einem Frührenaissancegrab an der linken Wand der Chorkapelle der Kathedrale von Toledo beigesetzt. Die recht schlichte Grabinschrift nennt ihn als Kardinal, Patriarch und Erzbischof und schließt daran ein kurzes zweizeiliges Gedicht in der Form eines Elegischen Distichons an, in dem seine Wachsamkeit angesprochen wird. Im Jahr 1569 wurden seine Memoiren, die Cronaca, veröffentlicht, von denen 1625 eine zweite Auflage erschien.

## Trivia
Die spanische Weinfirma Gebrüder Sanchez Romate in Jerez de la Frontera stellt in der Güteklasse Solera Gran Reserva einen Weinbrand her, der den Namen Cardenal Mendoza trägt.